# Акжар (Хромтауський район)
Акжа́р (каз. Ақжар) — село у складі Хромтауського району Актюбінської області Казахстану. Адміністративний центр Акжарського сільського округу.
До 1999 року село називалось Новоросійське.
Населення — 2270 осіб (2021; 2097 у 2009, 2086 у 1999, 2200 у 1989).